# Berberys gruczołkowaty

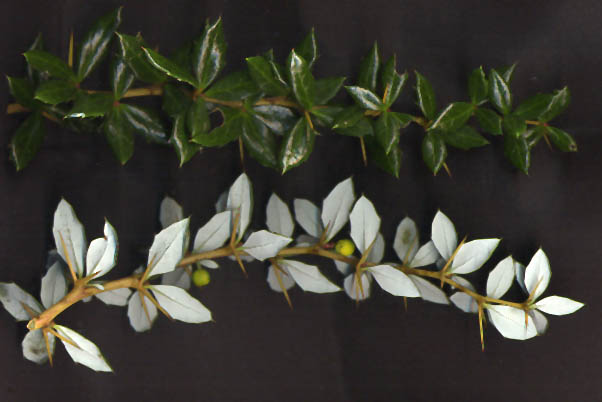
Liście

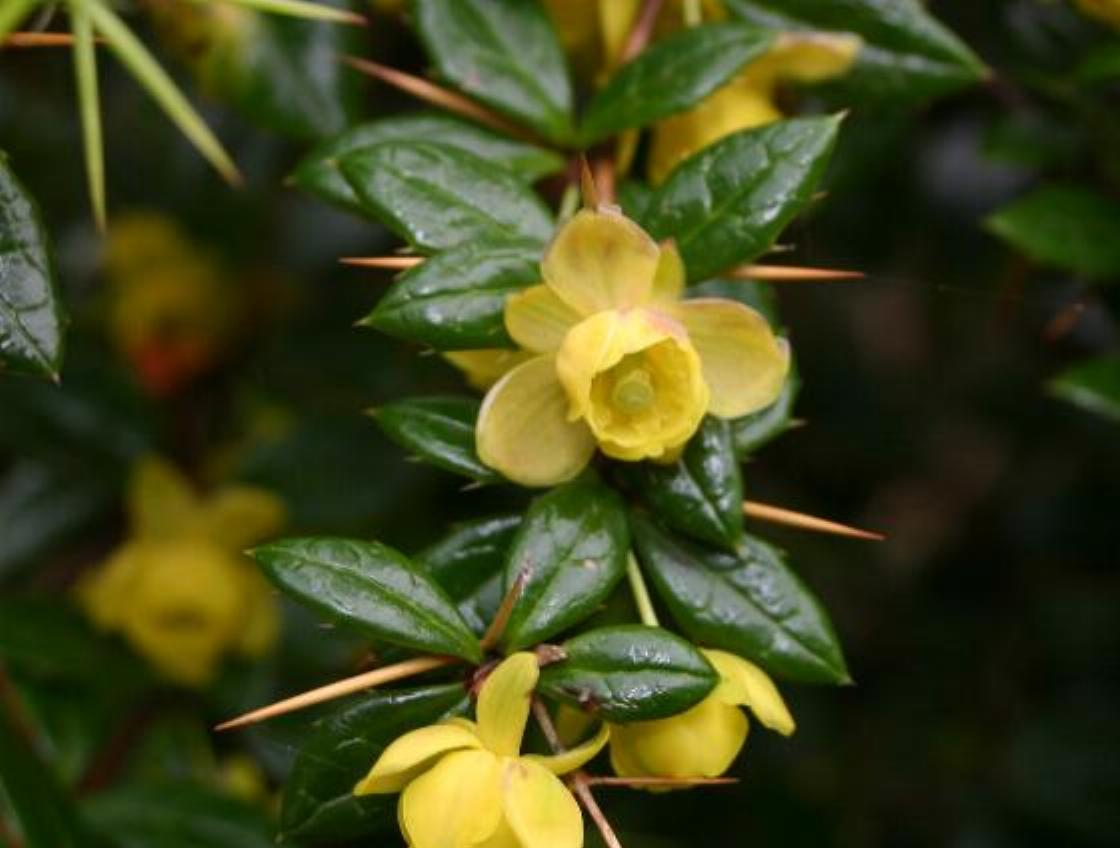

Berberys gruczołkowaty, berberys gruczołowaty, berberys brodawkowaty (Berberis verruculosa) – gatunek krzewu, należący do rodziny berberysowate. W naturalnym środowisku występuje w Chinach. W Polsce uprawiany jako roślina ozdobna.

## Morfologia
PokrójKrzew o trójdzielnych ostrych kolcach i zimozielonych liściach. Gałęzie łukowato zwisają. Ma kulisty pokrój i dorasta do 1,5 m wysokości
OwocPodłużna, o eliptycznym kształcie jagoda z sinym nalotem. W zimie owoce berberysu są chętnie zjadane przez ptaki.
LiścieLiście drobne (2–2,5 cm), na krótkich ogonkach, błyszczące o wydłużonym, jajowatym kształcie. ciemnozielone, skupione pęczki. Wyrastają w kątach kolców o długości 1–2 cm. Brzegi blaszki liściowej mają kilka kolczastych ząbków. Są to liście zimozielone, ale w zimie przy dużych mrozach przebarwiają się na czerwono.
KwiatyMa pojedyncze, złocistożółte kwiaty o średnicy ok. 1 cm. Są to kwiaty 6-płatkowe i 6-działkowe. Kwitnie obficie w maju, jest owadopylny.

## Zastosowanie
Sadzony jako roślina ozdobna. Walorami ozdobnymi berberysu gruczołkowatego są: zimozielone, błyszczące liście, ładny i gęsty pokrój krzewu, owoce. Nadaje się do małych ogrodów, na żywopłoty, do obsadzania skarp i jako roślina okrywowa. W ogródku dobrze wygląda w zestawieniu z roślinami iglastymi oraz krzewami i drzewami o kontrastowym zabarwieniu. 

## Uprawa
Nie wymaga żadnego cięcia formującego, ma naturalny, prawidłowy kształt. Należy tylko ewentualnie usuwać suche pędy. Jest mało podatny na choroby i szkodniki. Nie ma specjalnych wymagań co do gleby zarówno co do jakości jak i do odczynu pH. Jest wytrzymały na mróz (strefa mrozoodporności 6b). W czasie surowych zim może przemarznąć, ale łatwo odtwarza się. Może rosnąć na stanowiskach słonecznych i półcienistych. Jest to jeden z najbardziej odpornych zimozielonych krzewów. Polecany jest zwłaszcza do parków, zieleni publicznej a także ogrodów przydomowych. Stosowany do tworzenia szpalerów.